# Dragoslavec Selo
Dragoslavec Selo – wieś w Chorwacji, w żupanii medzimurskiej, w gminie Gornji Mihaljevec. W 2011 roku liczyła 214 mieszkańców.